# Darko Miličić
Darko Miličić (Srp. ćirilica: Дарко Миличић; Novi Sad, 20. lipnja 1985.) srbijanski je profesionalni košarkaš. Igra na poziciji centra, a trenutačno je umirovljen. Izabran je u 1. krugu (2. ukupno) NBA drafta 2003. od strane Detroit Pistonsa.  

## NBA

### Detroit Pistons
Detroit je sezonu 2002./03. završio su na vrhu Istočne konferencije, a visok izbor na draftu dobio u razmjeni igrača s Vancouver Grizzliesima. Time su Pistonsi su dobili šansu birati drugi na izuzetno jakom NBA draftu 2003. godine. Miličić je uz srednjoškolca LeBron James privukao najveću pažnju. Zbog Miličića je komisionar NBA lige David Stern mijenjao svoju nedavnu odluku da se igrači mlađi od 18 godina ne smiju prijaviti na draft. Cleveland Cavaliersi su prvim izborom birali LeBrona Jamesa, dok su Pistonsi birali Miličića. To je tada bio najbolje plasirani izbor na draftu za jednog europskog košarkaša.
Pod trenerskim vodstvom Larryja Browna, Miličić je igrao samo u već odlučenoj utakmici. Miličić je izjavio da je mala minutaža u jakoj momčadi, glavni razlog za sporu prilagodbu u NBA ligi. Ipak, te sezone osvojio je s Pistonsima naslov NBA prvaka pobijedivši 4-1 Los Angeles Lakerse. Time je postao najmlađim igračem koji je nastupio u NBA finalu s 18 godina i 356 dana.  Nakon odlaska Browna i pod vodstvom novog trenera Flipa Saundersa, očekivala se veća minutaža i potpuni razvoj u Miličićevoj igri. Međutim, iako je izvršni direktor Pistonsa Joe Dumars izjavio da je Miličić ulog za budućnost, to se nije dogodilo. U drugoj sezoni u kojoj se očekivao opravdanje visokog izbora na draftu, Miličić je ponovo imao malu minutažu i nije se uspio nametnuti kao zamjenski centar za Bena Wallacea. 
U veljači 2006. nakon nepotpune prilagodbe, Pistonsi su ga odlučili zajedno s Carlosom Arroyom mijenjati u Orlando Magic u zamjenu za centra Kelvina Cata i budući izbor prvog kruga drafta 2007. godine (Rodney Stuckey).

### Orlando Magic
Pomoćni izvršni direktor Magica Otis Smith izjavio je da je dolazak Miličića u Orlando prava sredina gdje bi napokon mogao proigrati. Odlično je krenuo u debiju protiv Seattle SuperSonicsa, dok je Orlando ostvario prvu pobedu u posljednjih devet utakmica. Miličić je za 22 minute ubacio je 8 poena (3-4 iz igre, 2-2 s linije slob. bac.), imao 5 skokova, 2 blokade i jednu asistenciju. Tijekom listopada 2006. odigrao je nekoliko dobrih utakmica od kojih vrijedi spomenuti učinak protiv San Antonio Spursa. U toj utakmici zabilježio je 14 poena (šut za dva 5-11), osam skokova i tri asistencije. 11. studenog 2006., također protiv SuperSonicsa za 26 minuta postigao je 14 poena (šut za dva 3-5), te po 3 skoka i blokade. U veljači 2007. protiv Milwaukee Bucksa zabilježio je drugi double-double učinak u karijeri, postigavši 14 poena (šut za dva 3-11, 8-11 s linije slob. bac.), 10 skokova, 4 blokade i 2 ukradene lopte za 34 minute. Tijekoms sezone je u prosjeku postizao oko osam poena i pet skokova po utakmici. Završetkom sezone Magic je povukao kvalifikacijsku ponudu za produženje ugovora, nakon što je Miličić navodno tražio ugovor vrijedan 10 milijuna dolara. Time je postao slobodan igrač.

### Memphis Grizzlies
12. srpnja 2007. dogovorio je trogodišnju suradnju s Memphis Grizzliesima vrijednu 21 milijun dolara, odnosno sedam po sezoni. 14. studenog 2007. protiv Houston Rocketsa postigao je rekord sezone - 20 poena (šut za dva 9-14, 2-4 s linije slob. bac.), 6 skokova, po 2 ukradene lopte i blokade za 35 minuta. Dan kasnije porazu Memphisa od Milwaukee Bucksa 102:99, ostvario je drugi double-double učinak sezone – 10 poena, 13 skokova i 4 blokade za 33 minuta. Uvodni početak sljedeće sezone propustio je zbog ozljede ahilove tetive tijekom priprema s domaćom reprzentacijom. U prvim utakmicama za Griizliese igrao je kao startni krilni centar, ali zbog loših nastupa preselio se na klupu. Sezonu je zavšio kao drugi centar Memphisa iza rookieja Marca Gasola. Tijekom sezone 2008./09. za 17 minuta u prosjeku, ubacivao je 5,5 poena i 4,3 skoka po utakmici.

### New York Knicks
26. lipnja mijenjan je u New York Knickse za Quentina Richardsona i 1,2 milijun američkih dolara. Za njegovo doveđenje posebno se angažirao trener New Yorka Mike D'Antoni.

### Minnesota Timberwolves
17. veljače 2010. Miličić je mijenjan u Minnesota Timberwolvese zajedno s novcem u zamjenu za Briana Cardinala.

## Privatni život
Miličić su u svibnju 2009. oženio u Srijemskim Karlovcima s dugogodišnjom djevojkom Zoranom Markuš, a na svadbi su prisustvovali i Marko Jarić i njegova supruga Adriana Lima. Dva mjeseca kasnije dobio je sina Lazara.

## NBA statistika

### Regularni dio
| Godina    | Klub    | Odig. uta. | Uta. poč. | Min. | 2P%  | 3P%  | Sl. bac.% | Skok. | Asist. | Ukr. lop. | Blok. | Poena |
| --------- | ------- | ---------- | --------- | ---- | ---- | ---- | --------- | ----- | ------ | --------- | ----- | ----- |
| 2003./04. | Detroit | 34         | 0         | 4.7  | .262 | .000 | .583      | 1.3   | .2     | .2        | .4    | 1.4   |
| 2004./05. | Detroit | 37         | 2         | 6.9  | .329 | .000 | .708      | 1.2   | .2     | .1        | .5    | 1.8   |
| 2005./06. | Detroit | 25         | 0         | 5.6  | .515 | .000 | .375      | 1.1   | .4     | .1        | .6    | 1.5   |
| 2005./06. | Orlando | 30         | 1         | 20.9 | .507 | .000 | .595      | 4.1   | 1.1    | .4        | 2.1   | 7.6   |
| 2006./07. | Orlando | 80         | 16        | 23.9 | .454 | .000 | .613      | 5.5   | 1.1    | .6        | 1.8   | 8.0   |
| 2007./08. | Memphis | 70         | 64        | 23.8 | .438 | .000 | .554      | 6.1   | .8     | .5        | 1.6   | 7.2   |
| 2008./09. | Memphis | 61         | 15        | 17.0 | .515 | .000 | .562      | 4.3   | .6     | .4        | .8    | 5.5   |
| Ukupno    |         | 337        | 98        | 17.2 | .454 | .000 | .588      | 4.0   | .7     | .4        | 1.2   | 5.5   |

### Doigravanje
| Godina    | Klub    | Odig. uta. | Uta. poč. | Min. | 2P%  | 3P%  | Sl. bac.% | Skok. | Asist. | Ukr. lop. | Blok. | Poena |
| --------- | ------- | ---------- | --------- | ---- | ---- | ---- | --------- | ----- | ------ | --------- | ----- | ----- |
| 2003./04. | Detroit | 8          | 0         | 1.8  | .000 | .000 | .250      | .4    | .1     | .1        | .0    | .1    |
| 2004./05. | Detroit | 9          | 0         | 2.3  | .286 | .000 | 1.000     | .4    | .1     | .0        | .1    | .6    |
| 2006./07. | Orlando | 4          | 0         | 28.8 | .588 | .000 | .529      | 4.5   | 1.0    | .2        | 1.0   | 12.3  |
| Ukupno    |         | 21         | 0         | 7.1  | .489 | .000 | .500      | 1.2   | .3     | .1        | .2    | 2.6   |

## Vanjske poveznice
- Profil na NBA.com
- Profil na ESPN.com